# Aphelandra runcinata
Aphelandra runcinata là một loài thực vật có hoa trong họ Ô rô. Loài này được Klotzsch ex Nees mô tả khoa học đầu tiên năm 1847.